# Трибусовка
Трибусо́вка (укр. Трибусівка) — село в Студенянской сельской общине Винницкой области Украины. Расположено на обоих берегах реки Окницы, которая является притоком Днестра.
Код КОАТУУ — 0523283201. Население по переписи 2001 года составляет 987 человек. Почтовый индекс — 24710. Телефонный код — 4349.
Занимает площадь 2,34 км².

## Религия
В селе действует Свято-Михайловский храм Песчанского благочиния Могилёв-Подольской епархии Украинской православной церкви.

## Галерея

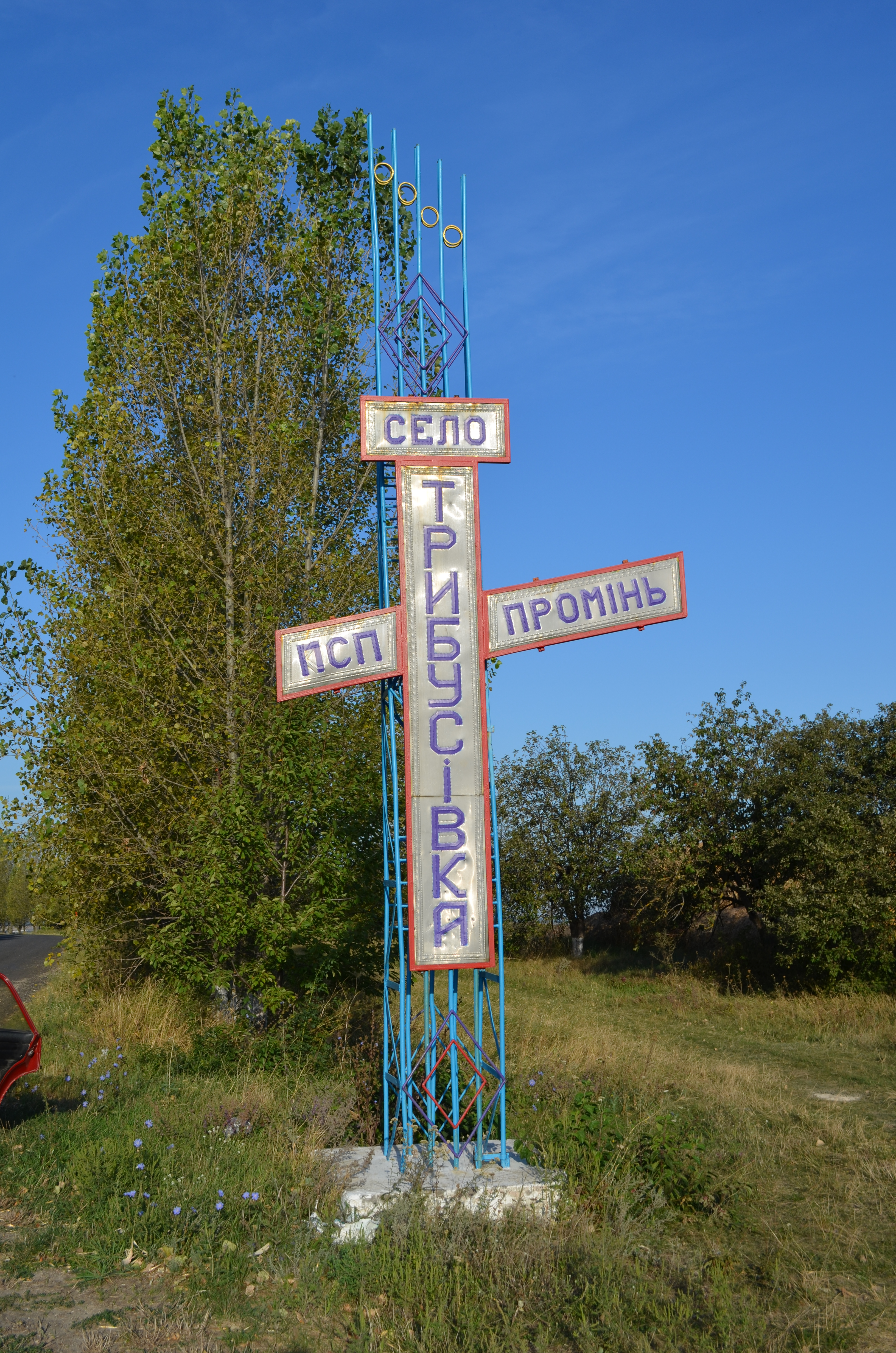
На въезде в село
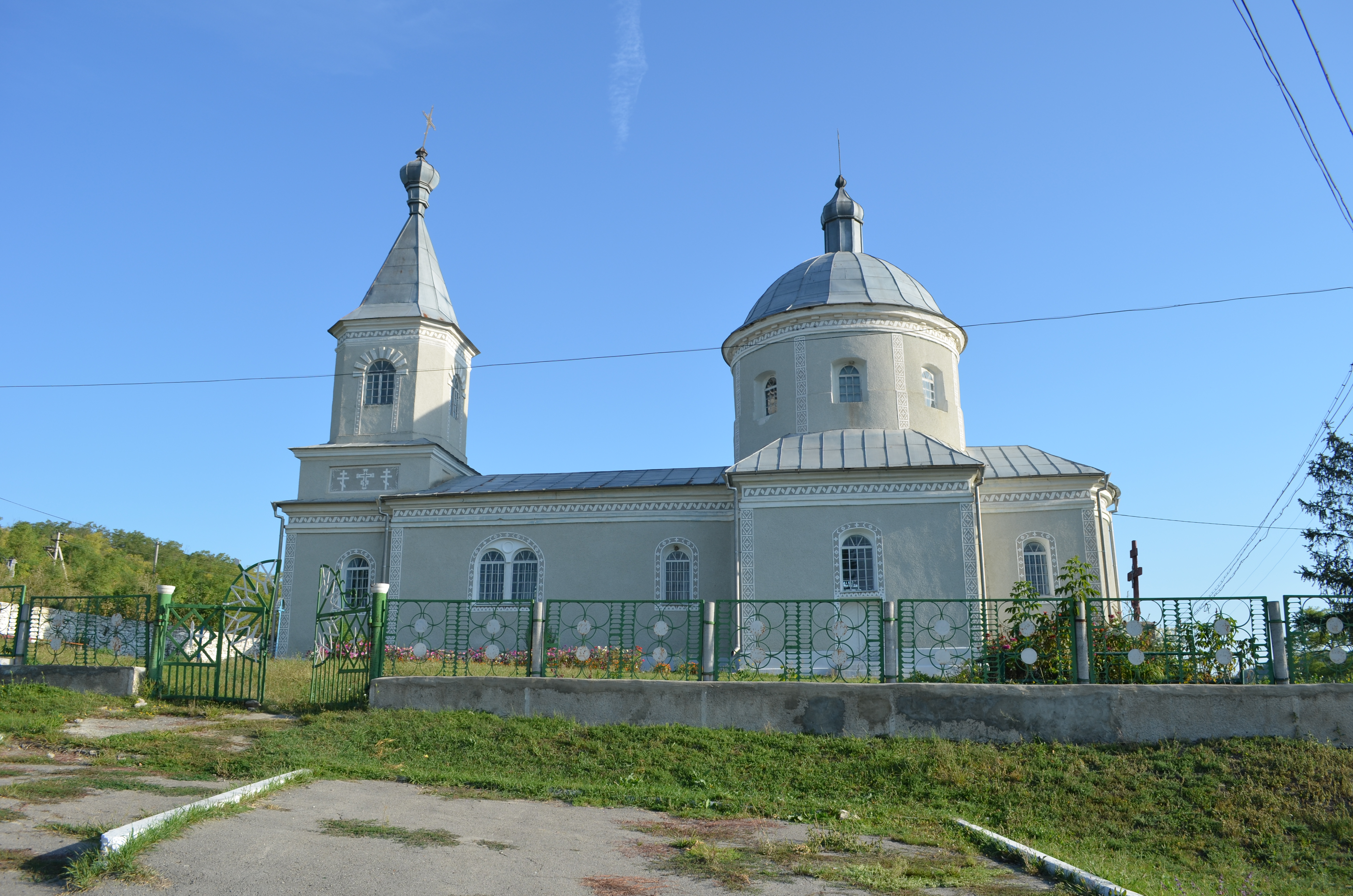
Церковь
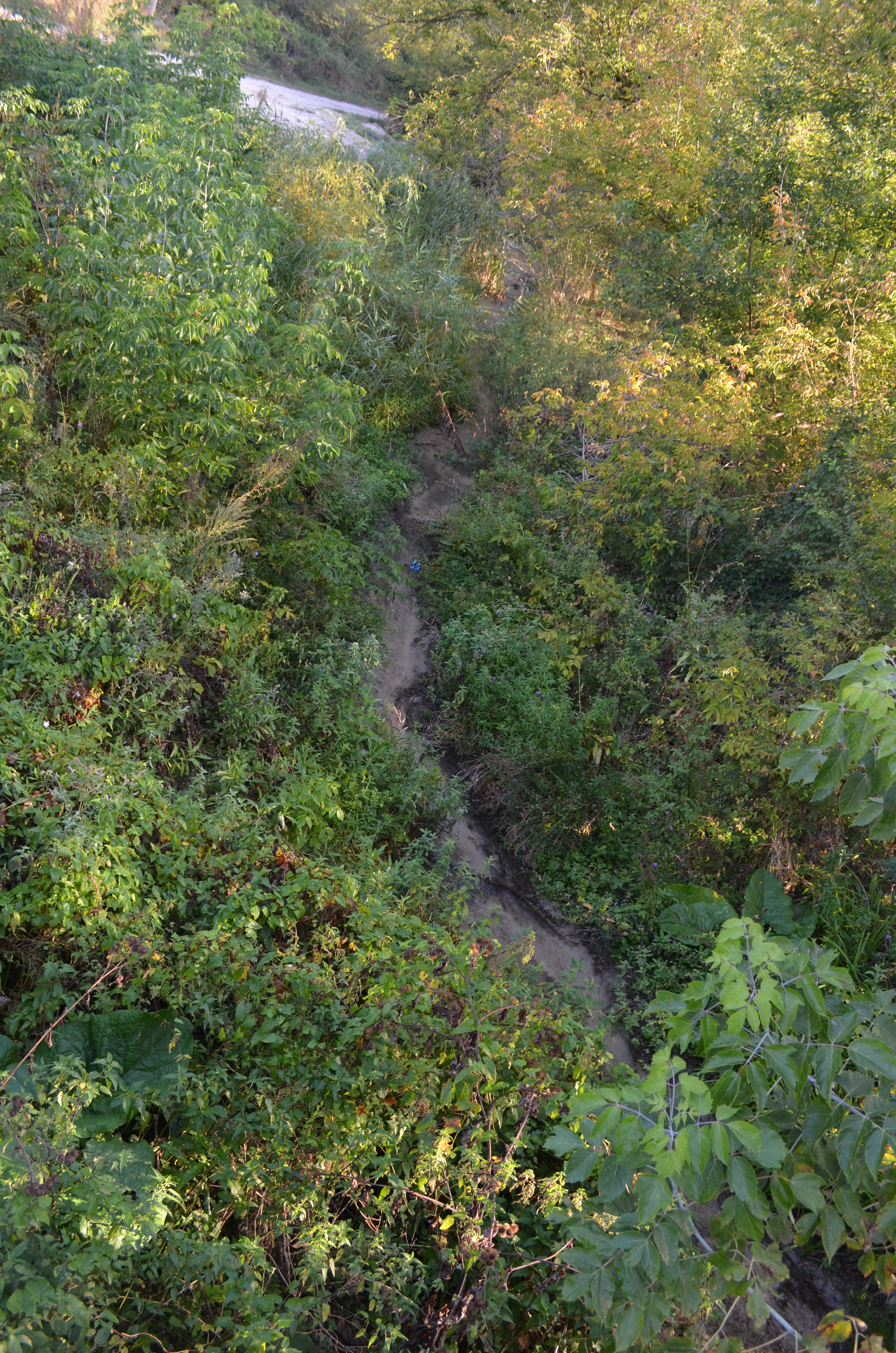
Река Окница